# Savignia zero
Savignia zero är en spindelart som beskrevs av Kirill Yeskov 1988. Savignia zero ingår i släktet Savignia och familjen täckvävarspindlar. Inga underarter finns listade i Catalogue of Life.